# Nerastria catilina
Nerastria catilina là một loài bướm đêm trong họ Noctuidae.